# Решетняк, Виталия Викторовна
 Решетняк Виталия Викторовна  (1925—2015) — советский протозоолог и гидробиолог, специалист по  радиоляриям, феодариям и акантариям.

## Биография
Родилась 10 мая 1925 года. В 1948 году окончила Ленинградский государственный университет. С 1949 по 1982 год работала в Зоологическом институте АН СССР (РАН). В 1956 году защитила кандидатскую диссертацию «Глубоководные радиолярии отряда Phaeodaria северо-западной части Тихого океана». Впервые описала вертикальное распределение глубоководных радиолярий и феодарий в Курило-Камчатском жёлобе. Внесла значительный вклад в изучение морфологии и систематики феодарий. Совместно со А.А. Стрелковым обобщила данные по колониальным радиоляриям. Провела монографическое описание акантарий Мирового океана, рассматривая их в ранге самостоятельного типа. Описала более 20 новых для науки видов, установила новое семейство феодарий Polypyramidae Reschetnjak, 1966. Автор и соавтор более 50 научных работ, включая две монографии. 1 апреля 1982 г. была уволена в связи с сокращением кадров, не защитив подготовленную докторскую диссертацию по акантариям Мирового океана.

## Избранные труды
- Решетняк В. В. Глубоководные радиолярии Phaeodaria северо-западной части Тихого океана. (Фауна СССР. Т. 94). М.-Л.: Наука, 1966. 206 с.
- Решетняк В. В. Акантарии (Acantharea, Protozoa) Мирового океана. (Фауна СССР. Т. 123). Л.: Наука, 1981. 223 с.
- Стрелков А. А., Решетняк В. В. Колониальные радиолярии Spumellaria Мирового океана// Исследование фауны морей. 1971. Вып. 9 (17). С. 295-373.